# Ugolok
The Corner (titre original : Ugolok) est un film russe muet réalisé par Cheslav Sabinsky, sorti en 1916.

## Fiche technique
- Titre : Ugolok
- Titre international : The Corner
- Réalisation : Cheslav Sabinsky
- Directeur de la photographie : Yevgeni Slavinsky
- Pays d'origine :  Empire russe
- Producteurs : Joseph N. Ermolieff
- Société de production : Yermoliev
- Format : Noir et blanc - muet
- Dates de sortie : 
  -  Empire russe : 22 novembre 1916

## Distribution
- Maria Germanova